# Cupid (Mond)
Cupid (auch Uranus XXVII) ist der neuntinnerste und einer der kleinsten der 28 bekannten Monde des Planeten Uranus.

## Entdeckung und Benennung
Cupid wurde am 25. August 2003 von den Astronomen Mark R. Showalter und Jack Jonathan Lissauer zusammen mit Mab mit dem Hubble-Weltraumteleskop entdeckt. Er war damit der zweite Mond im Sonnensystem, dessen Entdeckung mit diesem Teleskop gelang. Die Entdeckung wurde am 25. September 2003 von der Internationalen Astronomischen Union (IAU) bekanntgegeben; der Mond erhielt zunächst die vorläufige Bezeichnung S/2003 U 2.
Am 29. Dezember 2005 hat der Mond dann den offiziellen Namen Cupid erhalten. Cupid ist nach Cupido benannt, einer Gestalt aus William Shakespeares wenig bekannter Tragödie Timon von Athen. Cupido oder Cupidus ist auch eine andere Bezeichnung für den Liebesgott Amor aus der Römischen Mythologie (entspricht dem griechischen Eros). 
Alle Monde des Uranus sind nach Figuren von Shakespeare oder Alexander Pope benannt. Die ersten vier entdeckten Uranusmonde (Oberon, Titania, Ariel, Umbriel) wurden nach Vorschlägen von John Herschel, dem Sohn des Uranus-Entdeckers Wilhelm Herschel, benannt. Später wurde die Tradition der Namensgebung beibehalten.

## Bahneigenschaften

### Umlaufbahn

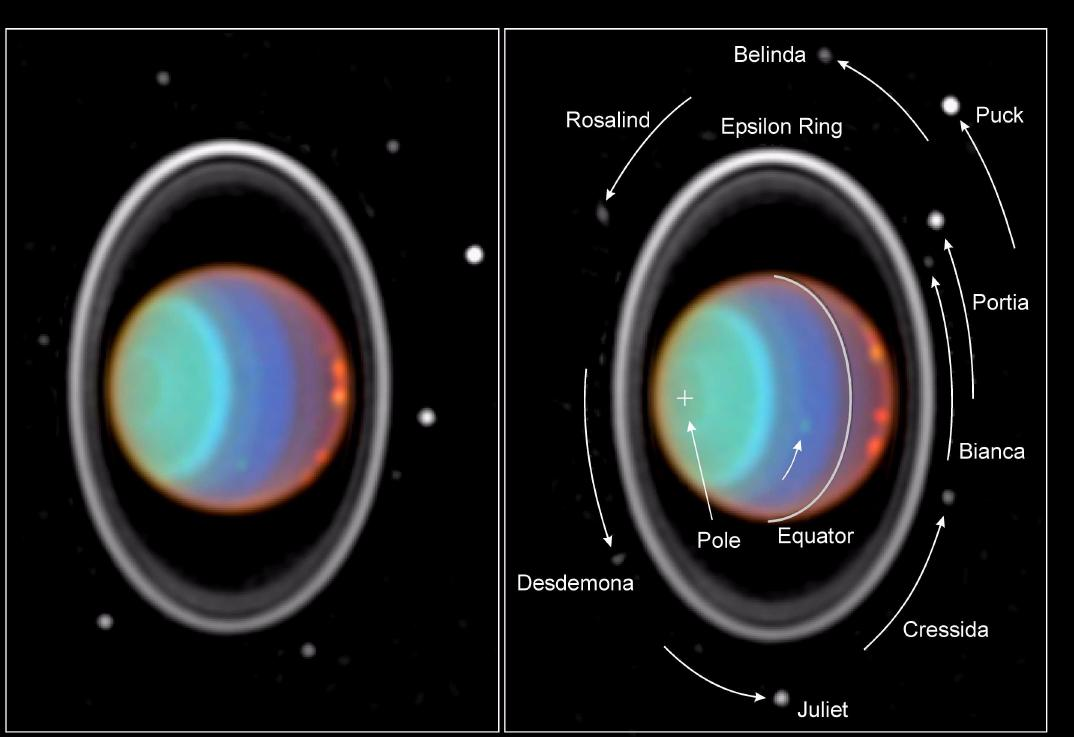
Hubble-Bild der Portia-Gruppe sowie Puck

Cupid umkreist Uranus auf einer prograden, fast perfekt kreisförmigen Umlaufbahn in einem mittleren Abstand von rund 74.392 km (ca. 3 Uranusradien) von dessen Zentrum, also 48.800 km über dessen Wolkenobergrenze. Die Bahnexzentrizität beträgt 0,0013, die Bahn ist 0,10° gegenüber dem Äquator von Uranus geneigt.
Cupid ist der siebtinnerste und wohl kleinste der Portia-Gruppe, zu der auch Bianca, Cressida, Desdemona, Juliet, Portia, Rosalind, Belinda und Perdita gehören. Diese Monde haben ähnliche Umlaufbahnen und ähnliche spektrale Eigenschaften.
Die Umlaufbahn des nächstinneren Mondes Rosalind ist im Mittel 4.500 km von Cupids Orbit entfernt, die des nächstäußeren Mondes Belinda lediglich 900 km. Erstaunlicherweise scheint die Bahn von Cupid im Gegensatz zu den anderen Monden Perdita und Mab nicht gestört zu werden.
Cupid befindet sich inmitten zweier Uranusringe, des innen laufenden ν (Ny)-Staubringes, dessen Außenkante im Mittel rund 4.500 km vom Cupid-Orbit entfernt ist, und der Innenkante des äußeren μ (My)-Staubringes in 11.600 km Entfernung.
Cupid umläuft Uranus in 14 Stunden und 43 Minuten. Da dies schneller ist als die Rotation des Uranus, geht Cupid vom Uranus aus gesehen im Westen auf und im Osten unter.

## Physikalische Eigenschaften
Cupid hat einen mittleren Durchmesser von etwa 18 km. Seine mittlere Dichte ist mit 1,3 g/cm3 deutlich geringer als die Dichte der Erde und weist darauf hin, dass der Mond überwiegend aus Wassereis zusammengesetzt ist.
Cupid weist eine sehr geringe geometrische Albedo von 0,07 auf, d. h., 7 % des eingestrahlten Sonnenlichts werden von der Oberfläche reflektiert. Er ist damit ein sehr dunkler Himmelskörper.

An seiner Oberfläche beträgt die Schwerebeschleunigung 0,003 m/s2, dies entspricht nur etwa 0,3 ‰ der irdischen.